# Gimnasio cubierto Mauricio Johnson
El gimnasio cubierto Mauricio Johnson es un pabellón o gimnasio cubierto multiusos, ubicado en la ciudad de Maracay específicamente en las áreas del polideportivo Las Delicias. Con una capacidad aproximada de 3000 espectadores, es la sede de Taurinos de Aragua, perteneciente a la Superliga Profesional de Baloncesto. El pabellón debe su nombre al zuliano Mauricio Johnson, el cual ganó notoriedad en las décadas de 1950 y 1960 tras despuntar en los campeonatos nacionales de baloncesto —ganando cinco títulos consecutivos con la selección del estado Aragua entre 1954 y 1958—, y recalar luego en la selección nacional.
El gimnasio fue inicialmente la sede del equipo de baloncesto profesional Toros de Aragua antes de la construcción del foro de El Limón. El Mauricio Johnson, cubierto con piso de madera, tiene su exterior de cubierta abovedada y detalles de celosías con vidrios coloreados. Es sitio frecuente de encuentros de baloncesto regional y nacional, habiendo sido además del equipo estatal de voleibol. El gimnasio también es lugar frecuente de reuniones políticas, encuentros sociales y campeonatos de varias disciplinas deportivas, incluyendo fútbol sala y bádminton.